# Adamis Anna

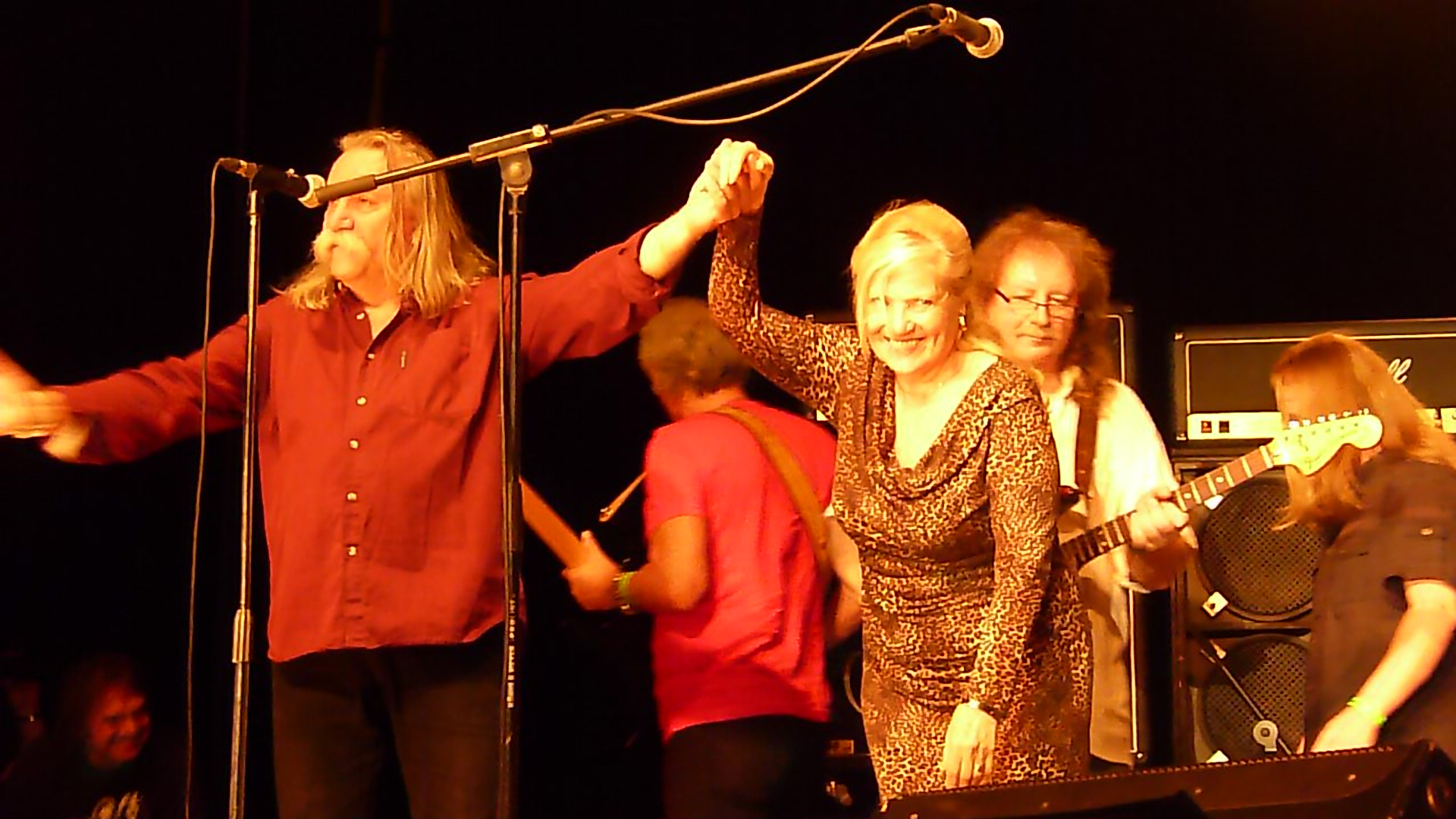
Adamis Anna 2012-ben

Adamis Anna (Gúta, 1943. augusztus 30. –) Kossuth-díjas magyar dalszövegíró, költő, jogász, „az LGT ötödik tagja.”

## Élete
A ma Szlovákiához tartozó Gútán (szlovák nevén Kolárovo) született, orvos apja négy gyermeke közül a legfiatalabbként. Mindössze hároméves volt, amikor a családot az úgynevezett csehszlovák–magyar lakosságcsere címén elüldözték otthonából. Szentendrén nőtt fel. 1961-től 1967-ig az Egyetemi Színpad tagja, közben az ELTE Állam- és Jogtudományi Karán doktorált. Tagja volt a Szerzői Jogi Szakértői Testületnek. 1965-től publikál. 1992-ben a Locomotiv GT, 1995-ben az Omega dalszövegeiért Életműdíjat kapott. A legismertebb dalszövegeit nekik írta. Lemezeket készített Kovács Kati, Neoton Família, Zalatnay Sarolta, Ruttkai Éva, Darvas Iván, Bács Ferenc, Keresztes Ildikó, Bontovics Kati, Szörényi Örs, Varga Miklós előadókkal. Angol nyelven is írja dalait az Omega korszaktól kezdve, 1977-ben amerikai szövegíró kitüntetést kapott, 1981-ben „As If" címmel dalt írt Johnny Mathis részére.

## Munkássága
IPI névazonosítója 00163194571
. Pályája az Omega együttesnek komponált közös dalokkal kezdődött (Gyöngyhajú lány, Ha én szél lehetnék, Tízezer lépés, Petróleumlámpa stb.), majd az LGT-nek (Ezüst nyár, Kotta nélkül, Álomarcú lány, Ő még csak most 14, Ha a csend beszélni tudna stb.) írt szövegeket. 1976- ban megvált az LGT-től, és más előadóknak írt albumokkal tágította tevékenységét. A Képzelt riport egy amerikai popfesztiválról (1973), a Harmincéves vagyok (1975) nagy sikerű darabok szövegei is az ő nevéhez fűződnek. 1977-ben Az ifjúság körében kifejtett kulturális tevékenységért díjat, majd az American Song Fesztiválon szövegírói díjat kapott. Gyűjteményes lemeze 1997-ben jelent meg Adamis Anna címmel. 1979-ben látott napvilágot „Versek és Képek" címmel Gross Arnolddal közös kötete (Corvina Kiadó). Ómolnár Miklós roadokról szóló könyvében (A rock napszámosai) a zenekar egykori egyik technikusa, a „Pék” leírta, hogy amikor az LGT Amerikába kapott meghívást, Adamis roadie-nak, technikusnak adta ki magát, úgy mehetett a zenekarral (a meghívás négy zenészre és két technikusra szólt).

## Díjai
- Barbarella-Festival (Palma de Mallorca) – Különdíj „Gyöngyhajú lány” dal (1970)
- World Popular Song Festival YAMAHA – „Pearls in her hair” dal Outstanding Song Award (1970)
- Split International Summer Festival (Jugoszlávia) – „Miért mentél el?” dal Fesztivál-díj (1972)
- Popmeccs – Az év szövegírója (1976)
- Az ifjúság körében kifejtett kulturális tevékenységért díj (1977)
- American Song Festival Lyrics Competition, szövegírói díj (1977)
- LGT Életműlemez (1992)
- Omega Életműlemez (1995)
- Szakmai Életműdíj (1995)
- Artisjus Életműdíj (1995)
- Huszka Jenő Életműdíj (1997)
- A Magyar Köztársasági Érdemrend tisztikeresztje (1997)
- Belváros-Lipótváros díszpolgára (2011)
- Gúta Város Pro Urbe Díj (2013)
- Budapest díszpolgára (2021)
- Petőfi Zenei Díj – Életműdíj (2023)[5]
- Kossuth-díj (2023)

## Diszkográfia
(A felsorolás nem teljes.)

### Az Omega együttessel
- Trombitás Frédi és a rettenetes emberek (1968)
- Red Star from Hungary (1968)
- Tízezer lépés (1969)
- Ten Thousand Paces kiadatlan (1970)
- Éjszakai országút (1970)
- Omega III angol nyelvű albuma (1974)
- Kisstadion ’80 (1980)
- Legendás kislemezek (1984)
- Az Omega összes kislemeze 1967–1971 (1992)

### A Locomotiv GT-vel
- Locomotiv GT (1971)
- Ringasd el magad (1972)
- Bummm! (1973)
- Locomotiv GT (1974) aka London 1973 (2001)
- Mindig magasabbra (1975)
- In Warsaw (1975)
- Locomotiv GT V. (1976)
- Locomotiv GT (1976) aka Motor City Rock (1978)
- Kisstadion ’80 (1980)
- Locomotiv GT ’74 USA (1988)
- A Locomotiv GT összes kislemeze (1992)
- Búcsúkoncert (1992)

### Könyv
- Versek és Képek Adamis Anna-Gross Arnold közös kötet (Corvina Kiadó, 1979)

### Színházi darabok
- Képzelt riport egy amerikai popfesztiválról (1973, musical)
- Az ifjú Werther szenvedései (1974, színmű)
- Harmincéves vagyok (1975, musical)
- Szent István körút 14. (1998, musical)
- Black Advent (Atlanta, Georgia) (opera két felvonásban. Ősbemutató: 2000. január 21.)

Zene: Vukán György
Librettó: Adamis Anna
Történet: Adamis Anna, Bacsó Péter

### Válogatásalbum
- Best of Adamis Anna I. Kék Asszony; II. Ringasd el magad (1997)

### Szerzői szólóalbum
- Adamis Anna (1987)

### Gyerekalbum
- Tintás ujjak (1993)

### A Black Advent opera keresztmetszet-albuma
- Black Advent (Atlanta, Georgia) (Creative Art Jazz Trio – Vukán György előadásában) (2000)

### Szóló előadóknak készített albumok
- Kovács Kati
  - Kovács Kati és a Locomotiv GT (1974)
  - Közel a Naphoz (1976)
  - Rock and roller – válogatás (1976)
  - Kati – néhány dal (1976, NDK)
  - Életem lemeze (Kovács Kati-Szörényi Levente-Adamis Anna) (1978)
- Zalatnay Sarolta
  - Zalatnay dalok Zalatnay (1971)
  - Álmodj velem (1972)
- Bontovics Kati
  - Ártatlan bűn (1979)
- Ruttkai Éva
  - Ruttkai (1982)
- Darvas Iván
  - Összegyűrt szavak LP (1983)
  - Összegyűrt szavak – Ruttkai közös CD (1995)
- Adamis Anna
  - Adamis Anna szerzői lemez (1987)
- Locomotív GT '74 USA (1988)
- Bács Ferenc
  - Tolvajlásaim (1991)
- Barta Tamás Emléklemez
  - In memoriam Barta Tamás 1948–1982 emléklemez (1992)
- Szörényi Örs
  - Percemberek (1996)
- Keresztes Ildikó
  - Nekem más kell (2001)
- Varga Miklós
  - Vad volt és szabad (2006)